# Eisaku Satō
Eisaku Sato en japonès: 佐藤榮作, (27 de març de 1901, Tabuse, prefectura de Yamaguchi, Japó 1901 – Tòquio, 1975) fou un polític japonès que arribà a ser primer ministre del Japó i fou guardonat amb el Premi Nobel de la Pau el 1974, juntament amb Seán MacBride.
Va ser un ex-buròcrata d'elit com el seu germà gran Nobusuke Kishi i membre de l'escola Yoshida com Hayato Ikeda.
El 1964, Satō va succeir Ikeda com a president i primer ministre del PLD. Va tenir el suport de les empreses i les finances japoneses i va presidir un període de ràpid creixement econòmic. En política exterior, va supervisar la normalització de les relacions diplomàtiques amb Corea del Sud i va mantenir estretes relacions amb els Estats Units, permetent que el Tractat de Seguretat entre els Estats Units i el Japó es renovés el 1970 i organitzant el retorn de la prefectura d'Okinawa al Japó el 1972. El 1967, Satō va introduir els Tres Principis No Nuclears (la no producció, la no possessió i la no introducció d'armes nuclears), i el 1968 va signar el Tractat de No Proliferació Nuclear, pel qual va guanyar el Premi Nobel de la Pau. Tanmateix, més tard es va revelar que Satō havia fet acords secrets amb els EUA per permetre violacions dels principis. Davant dels creixents problemes econòmics i la caiguda dels índexs d'aprovació a principis dels anys setanta, Satō va dimitir el 1972 i va ser succeït com a primer ministre per Kakuei Tanaka, perdent ràpidament la seva influència política quan el seu protegit Takeo Fukuda no el va succeir.

## Biografia
Estudià dret a la Universitat Imperial de Tòquio, passant a treballar al Ministeri de Ferrocarrils, esdevenint el 1948 vice-ministre de transports.
Entrà al Parlament Japonès el 1949 com a membre del Partit Liberal del Japó, i gradualment anà escalant posicions dins el seu partit així com en el govern japonès. Així inicià les activitats polítiques sent primer Cap de Gabinet del ministre d'afers estrangers Shigeru Yoshida, i el 1952 fou nomenat Ministre de Construcció. Els posteriors moviments, i coalicions, del seu partit provocaren que Sato esdevingués Ministre de Finances en els governs de Nobusuke Kishi, el seu germà, i Hayato Ikeda.
Sato va succeir Ikeda al capdavant del govern, degut a la malaltia d'aquell. Fou escollit Primer Ministre el 9 de novembre de 1964, sent reelegit el 17 de febrer de 1967 i el 14 de gener de 1970, estant en el càrrec fins al 7 de juliol de 1972. Com a Primer Ministre fou molt popular gràcies al creixement que aconseguí de l'economia del país. La seva política exterior, però, fou criticada per alguns degut al seu acostament als Estats Units i a la República Popular de la Xina. Així, el 1969 pactà amb Richard Nixon la retirada de l'armament nuclear del territori japonès a condició del manteniment de les bases americanes d'Okinawa.
Tot i això, algunes de les seves decisions en política internacionals van ser polèmiques. Així, l'11 de novembre de 1967 l'activista Yui Chunoshin es va immolar davant la residència del primer ministre en protesta per la participació del Japó a la Guerra del Vietnam. Després de tres eleccions consecutives, Sato decidí no presentar-se a un quart mandat, sense poder deixar el seu delfí Takeo Fukuda al poder, que perdé a mans de Kakuei Tanaka.
Sato fou guardonat amb el Premi Nobel de la Pau de 1974, que compartí amb l'irlandès Seán MacBride, «per la seva ferma defensa de l'entrada del Japó en el Tractat de no proliferació nuclear». Sato morí a casa seva, a Tòquio, el 3 de juny de 1975.

## Últims anys
Després de deixar el càrrec de primer ministre el 1972 amb una taxa d'aprovació del 19% (a l'abril) i un partit fracturat, Satō va tornar a casa seva al barri de Setagaya, Tòquio, mantenint-se fora de la mirada dels mitjans de comunicació però romanent a la Dieta. La seva reputació, però, va començar a rehabilitar-se ràpidament, començant el novembre d'aquell any amb la concessió del Gran Cordó de l'Ordre Suprem del Crisantem. Satō es va obrir als mitjans de comunicació després del premi, i els mitjans van destacar el seu canvi d'imatge visual, amb un pentinat més llarg que recorda la postpresidència de Lyndon B. Johnson.
Satō es va adaptar ràpidament a la seva vida com a estadista veterà. El gener de 1973, Satō i la seva dona van ser convidats a la segona investidura del president Richard Nixon. Satō va mantenir relacions estretes amb Nixon, enviant-li el seu condol personal per la seva dimissió, i Nixon va assistir al seu funeral.
En tornar al Japó, el seu successor, l'inicialment popular Kakuei Tanaka, 
va confiar en Satō per reparar les relacions dins del PLD, especialment amb el seu rival Takeo Fukuda. Tots dos homes eren protegits de Satō, i Satō va assessorar Tanaka en la formació del seu gabinet postelectoral, incloent-hi notablement Fukuda com a director general de l'Agència Administrativa. Tot i que en privat criticava el govern de Tanaka, Satō va romandre a l'ull públic com a unificador dins del PLD.
Satō va compartir el Premi Nobel de la Pau amb Seán MacBride el 1974. Va ser guardonat per representar la voluntat de pau del poble japonès i per signar el Tractat de No Proliferació d'Armes Nuclears el 1970. Va ser el primer asiàtic a acceptar el Premi Nobel de la Pau. (El 1973, el polític vietnamita Le Duc Tho es va convertir en el primer asiàtic a guanyar el premi, però Tho l'havia rebutjat.) Satō va començar a treballar amb MacBride poc després, unint-se a Amnistia Internacional.
L'abril de 1975, com a part de la seva última visita a l'estranger abans de la seva mort, Satō va ser escollit com a representant del PLD per assistir al funeral de Chiang Kai-shek. No obstant això, després de la protesta del govern xinès pel paper de Satō com a enviat oficial del president del PLD, el seu paper va ser relegat a un "representant d'amistat".

## Mort
El 19 de maig de 1975, Satō va assistir a un sopar a Shikiraku, un restaurant del districte de Tsukiji de Tòquio, al qual va assistir Fukuda. Durant l'esdeveniment, va patir un ictus massiu que va acabar en coma. Va estar ingressat a urgències al restaurant durant quatre dies abans de ser traslladat a l'hospital. Va morir a les 12:55 sóc el 3 de juny al Centre Mèdic de la Universitat de Jikei, als 74 anys. Després d'un funeral públic, les seves cendres van ser enterrades al cementiri familiar de Tabuse.
Satō va ser honorat pòstumament amb el Collar de l’Orde del Crisantem, el màxim honor del sistema d'honors japonès.

## Vida personal

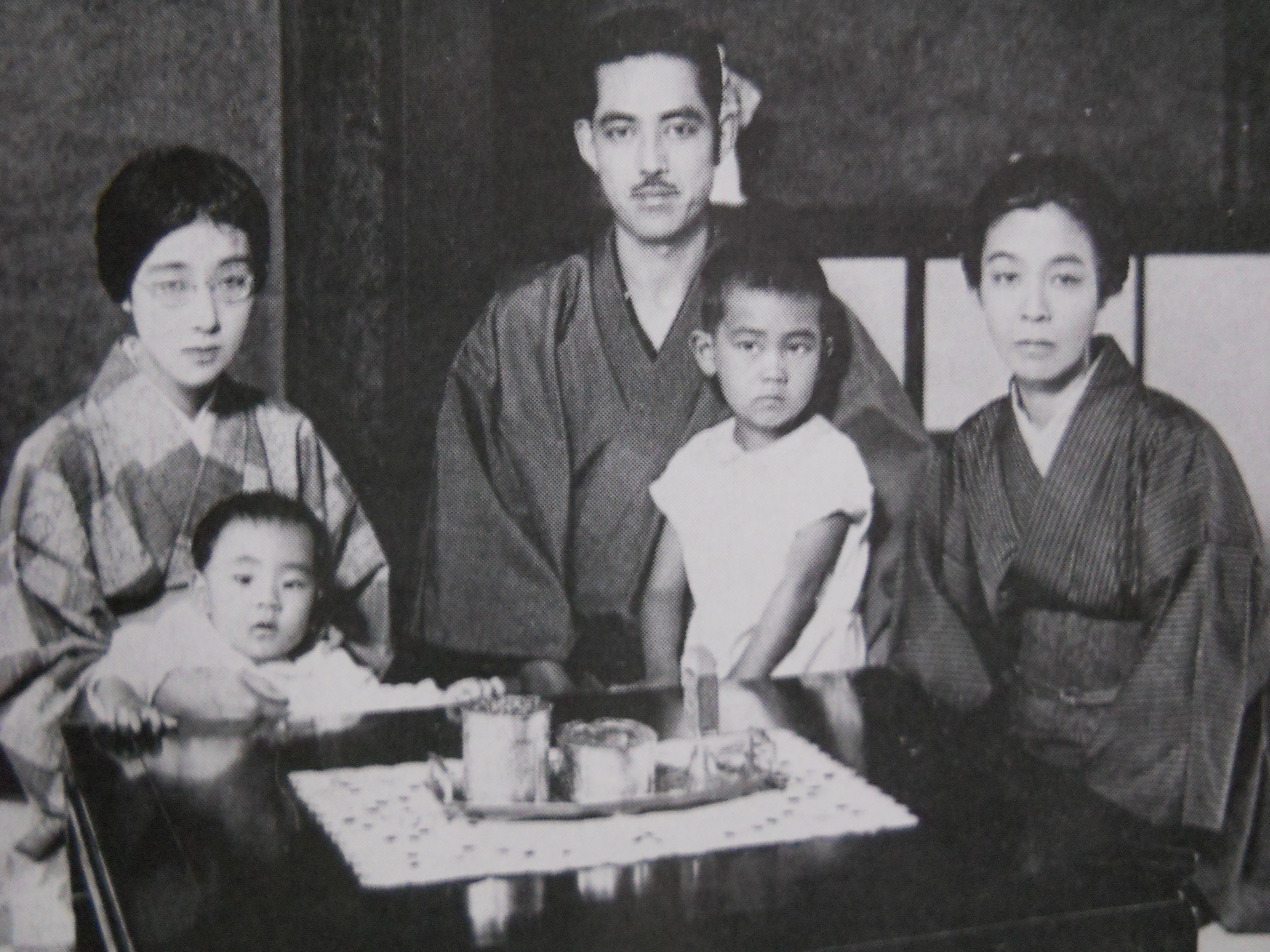
Des de l'esquerra: Hiroko, Shinji, Eisaku, Ryutaro i Fujieda (Matsuoka), 1931

Satō es va casar amb Hiroko Satō (佐藤 寛子, 5 gener 1907 – 16 abril 1987) el 1926 i va tenir dos fills, Ryūtarō i Shinji. El pare d'Hiroko, Matsusuke Satō, era l'oncle patern d'Eisaku. Després de la mort de Matsusuke el 1911, Hiroko va ser criada pel seu oncle matern, el diplomàtic Yōsuke Matsuoka. El seu fill Shinji va seguir el seu pare a la política, servint a les dues cambres i com a ministre del gabinet. El gendre de Shinji, Masashi Adachi, actualment serveix a la Cambra de Consellers i anteriorment va treballar com a ajudant del seu cosí polític, el nebot d'Eisaku, Shinzō Abe.
En una entrevista de 1969 amb el novel·lista Shūsaku Endō per a Shukan Asahi, Hiroko va acusar Satō de ser un libertí i un maltractador de dones. Les seves aficions incloïen el golf, la pesca i la cerimònia del te japonesa. Nobusuke Kishi (el seu germà gran) i Shinzō Abe (el seu renebot) també van ser primers ministres.

## Honors

### Al Japó
- Premi Golden Faisan de l'Associació Scout del Japó (1970)[21]
- Gran Cordó de l'Orde del Crisantem (3 de novembre de 1972)
- Premi Nobel de la Pau (12 de maig de 1974)[19]
- Collar de l'Ordre del Crisantem (3 de juny de 1975; pòstum)

### Internacionals
- Espanya: Orde d'Isabel la Catòlica (23 Febrer 1965)[22]
- Malàisia: Gran Comandant Honorari de l'Orde del Defensor del Regne (1967)[23]
- Singapur: Orde de Temasek (25 Septembre 1967)[24]
- Mèxic: Orde de l'Àguila Asteca (9 Març 1972)
- Paraguai: Orde Nacional al Mèrit (5 Abril 1972)
- Corea del Sud: Orde al Mèrit del Servei Diplomàtic (1969)[25]
- Laos: Orde del Milió d'Elefants i el Para-sol Blanc (1966)